# Joel Teitelbaum
Yoel Teitelbaum, cunoscut și ca Reb Yoiliș Teitelbaum, Rabinul din Satmar sau Satmarer rebbe (în ebraică și idiș: יואל טייטלבוים, n. 13 ianuarie 1887, Sighetu Marmației, comitatul Maramureș, Austro-Ungaria – d. 19 august 1979, New York City, New York, SUA) a fost un rabin hasid din Maramureș, care a activat în Austro-Ungaria, România, Cehoslovacia și apoi în Statele Unite, fondatorul și primul mare rabin (în ebraică - admor) al dinastiei hasidice Satmar. Figură importantă a iudaismului ultraortodox și a renașterii postbelice a curentului hasidic, a promovat o concepție strictă, foarte  conservatoare și izolaționistă. Teitelbaum a fost un adversar îndârjit al sionismului, pe care l-a descris ca fiind eretic, considerând că înființarea unui stat evreiesc de către oameni contravine preceptului religios conform căruia Dumnezeu își adună poporul în Țara Sfântă. Conform lui Teitelbaum, înființarea statului Israel îngreunează venirea lui Mesia. Din acest motiv s-a împotrivit și mișcării ultraortodoxe Agudat Israel din cauza cooperării ei cu statul evreiesc.

## Biografie

### Copilăria și tinerețea la Sighet și Satu Mare
Yoel Teitelbaum sau Teitelboim s-a născut la Sighet la 13 ianuarie 1887, el fiind al cincilea și cel mai mic copil, și al doilea copil al marelui rabin Hananya Yomtov Lipa Teitelbaum cu cea de a doua sa soție, Hanna Ashkenazi. Tatăl său s-a însurat cu ea în 1878, după ce a primit permisiunea de la o sută de rabini că poate să se recăsătorească, întrucât prima sa soție, Reitze – fiica rabinului Menashe Rubin din Ropshitz – nu a putut să nască copii.
Dinastia hasidică Teitelbaum  provenea din Moshe Teitelbaum, (1759-1841) țadicul din Ujhely (Sátoraljaújhely), Ungaria.  
Yoel a devenit, din copilărie, vestit pentru capacitățile sale intelectuale. Când a ajuns Bar Mițva, la vârsta de 13 ani, a ținut o predică de câteva ceasuri, asupra unui subiect din tratatul Shabat din Talmud. A obișnuit să fie foarte strict în toate regulile de puritate rituală („tohorá) și înainte de rugăciuni avea grijă să se spele cu meticulozitate. 
Încă înainte de a se însura, a obținut scrisori de consacrare ca rabin din partea a opt rabini de frunte, între care Moshe Grinwald. În 1904, la vârsta de 17 ani, cu câteva zile înainte de decesul tatălui său la 15 februarie, Yoel Teitelbaum s-a căsătorit cu Hava Horovitz, fiica rabinului Avraham Haim Horovitz din Polaniec. 
Ei au avut trei fete, dintre care niciuna nu a supraviețuit tatălui lor și niciuna nu a născut copii. Prima dintre ele, Esther a murit de tânără in 1921, Rachel a murit în 1931, la scurt timp după nunta cu vărul ei primar, Yekutiel Yehuda. Mezina, Haya Roisa (sau Reizel), a murit în octombrie 1953/  

Fratele său mai mare, Haim Tzvi Teitelbaum l-a succedat pe tată în toate cele trei funcții. Doar o mică fracțiune dintre hasidim, precum și mama sa, l-au privit pe Yoel ca pe adevăratul moștenitor. În circumstanțele create, el a preferat să plece la socrul său la Radomyśl Wielki, unde a rămas mai mult de un an.   
La 8 septembrie 1905 s-a stabilit la Satu Mare sau, în idiș, Satmar. Deși tânăr, adepții săi i-au deschis un Beit Midraș - o școală religioasa - special pentru el. În mod treptat a reușit să-și crească numărul de adepți. La un moment dat s-a intitulat Admorul sau Rabinul din Satmar. Ulterior a avut relații încordate cu rabinul hasid local, Issakhar Dov Leifer, fiul rabinului Mordehay din Nadvorna.  
Ziaristul David Shen, care a cercetat viața curților hasidimilor din Sighet și Satu Mare din anii 1930, a povestit că după ce conducătorii obștii locale nu au ascultat de protestele sale în legătură cu apropierea prea mare, în opinia sa, a băii rituale - mikve - pentru femei, de cea a bărbaților, într-o noapte Teitelbaum  i-a îndemnat pe adepții săi să o dărâme. Incidentul i-a sporit faima de „fanatic”.

### Lupta pentru afirmare:Ilșava, Satu Mare și Carei
În anul 1911 Yoel Teitelbaum a fost ales rabin al micii comunități evreiești din Irșava din Rutenia subcarpatică (azi Iloșva în Ucraina).  A rămas în acest post în mod oficial până în anul 1925, inclusiv sub regimul cehoslovac. 
De facto, la începutul Primului Război Mondial el s-a întors la Satu Mare și a condus acolo propria sa școală religioasă - beit midraș.Din 1918 regiunea a intrat in componența României. Ca tânăr rabin, el a continuat linia religioasă rigidă care i-a caracterizat pe bunicul și tatăl său la Sighet. În anul 1920 a participat la conferința rabinică  de la Oradea care a chemat la interzicerea oricarui contact cu sioniștii, inclusiv cu cei religioși ortodocși din fracțiunea Mizrahi. În vara anului 1922 a luat parte la o confătuire asemănătoare la Csop sub conducerea admorului din Munkács (azi Mukacevo), Haim Elazar Șapira, care a chemat și la boicotarea partidului ultraortodox Agudat Israel. 
După decesul rabinului orașului Satu Mare, Yehuda Grünwald, la 9 martie 1920, Teitelbaum a fost propus să-l înlocuiască. Propunerea s-a lovit de o puternică opoziție din partea evreilor mitnagdim (nehasidici) (așa numiți adepți ai tipicului (nosah) așkenaz) care formau majoritatea evreilor din localitate, a sioniștilor și a publicului evreiesc modern. În cele din urmă, a fost ales rabinul Eliezer David Grünwald. în 1922, după o absență de opt ani, Teitelbaum a revenit la Irșava. În același an el a stat în fruntea sciziunii hasidimilor Sigheter din obștea evreiască ortodoxă clujeană care era condusă de rabinul Moses Samuel Glaezner, simpatizant al sioniștilor. Dizidenții au creat la Cluj o comunitate de orientare Status Quo Ante numită „Obștea sefarzilor din Klausenburg” (n.n. numiți „sefarzi” - după tipicul rugăciunilor influențate de cele folosite la Tzfat de rabinul Itzhak Luria și de Cabala) iar în fruntea lor a fost numit rabinul Yekutiel Yehuda Halberstamm.
La 25 martie 1925 Rabinul Teitelbaum a fost numit președinte (Av beit din) al Tribunalului religios evreiesc din Carei (în limba idiș „Kroli”) în locul rabinului Shaul Brach. Încă în calitatea sa de rabin al Irșavei. în 1925, împreună cu rabinul Yosef Tzvi Dușinski, a apucat, la alegerile parlamentare din Cehoslovacia, să conducă împotrivirea rabinilor din Rutenia subcarpatică la încercarea admorului Șapira din Munkács de a înființa un Oficiu ortodox din Rutenia, independent de cel din Bratislava.
La 21 ianuarie 1926 a murit fratele său cel mare, rabinul Haim Tzvi Teitelbaum, în urma unei hemoragii cerebrale. Conducătorii comunității l-au propus pe Yoel ca moștenitor, însă văduva s-a împotrivit și a cerut ca defunctul rabin să fie succedat, după obicei, de fiul ei, Yekutiel Yehuda, care împlinise doar 14 ani. Rabinul Yekutiel Yehuda Gross, Av beit din (conducător al tribunalului religios) din Berbești, a fost adus pentru a-i servi de mentor și a fi de facto rabin al Sighetului. Hasidimii au început să vadă în Yoel pe adevăratul lor admor.
În 1930, odată cu însurătoarea sa cu Rachel, fiica lui rabi Yoel și verișoara sa (ea avea să moară după un an), tânărul Yekutiel Teitelbaum, de 18 ani, a devenit președintele tribunalului rabinic și și-a creat cercul său de adepți, dar autoritatea sa ca admor nu străbătea dincolo de limitele orașului. Unchiul și socrul său Yoel a preluat de fapt, neoficial, atribuțiile funcției.       
La 10 mai 1928 a murit rabinul Grünwald din Satu Mare și Yoel Teitelbaum a fost menționat ca succesor posibil. Lupta pentru succesiune a devenit acerbă și s-a prelungit șase ani. La 11 iunie 1928 un consiliu special convocat de comitetul comunitătii ortodoxe din Satu Mare, l-a ales prin vot, pe Yoel Teitellbaum, ca rabin al orașului: 19 voturi pentru, 5 contra și 2 abțineri. În urma obiecțiunilor din partea adversarilor, după o lungă ceartă, s-au organizat alegeri în sânul comunității.la 9 august 437 persoane au votat pentru rabinul Teitelbaum, iar 331 s-au opus. În urma unui nou val de proteste, s-a ținut o a treia rundă de alegeri la 27 septembrie 1928, unde 779 au votat pentru, iar unul contra. Adversarii au susținut că toate trei rundele de alegeri au fost incorecte, și că s-au procedat falsificări pe scară largă, de asemenea, că președintele comitetului de alegeri, rabinul Freund, a avut grijă să alcătuiască lista alegătorilor în așa fel ca să-l favorizeze pe rabinul Yoel. Ambele tabere au publicat pamflete acuzându-se reciproc de nereguli: unul s-a intitulat "Războiul sfânt" (Milhemet mitzvot), iar celălalt - "Sĕfat emet" (Limba adevărului).
În cele din urmă, la 10 decembrie 1929 adepții rabinului Yoel au decis să părăsească comunitatea și să constituie o comunitate aparte, în care el să funcționeze ca președinte al Tribunalului rabinic (Av beit din). Teama de a pierde veniturile din cotizațiile de membru i-a îndemnat pe rivali să se așeze la masa negocierilor. la 11 februarie 1930 s-a semnat un acord de compromis, iar rabinul a fost chemat în oraș. El nu a consimțit să vină până nu i se va asigura suficient sprijin în consiliul comunității și a preferat să rămână la Carei.

### „Admor” la Satu Mare
Abia în 1934 adepții săi din Satu Mare au acumulat suficientă influență, pentru ca el să revină în oraș la 27 februarie 1934. Ieșiva sa din Satu Mare a devenit cea mai mare din oraș, având 334 elevi. Dar rivalitățile nu au încetat. Oponenții au continuat să-l acuze pe el și pe adepții săi de recurgerea la mijloace violente împotriva celor ce li se împotriveau. La Carei Teitelbaum a încercat să-l instaleze ca succesor al său, pe rabinul Samuel Gras, dar până la urmă s-a impus rabinul Avraham Abiș Horovitz din Carei. În lupta dintre Glas si Horovitz au fost atrași și Teitelbaum și Shaul Brach  de partea lui Glas, și admorul din Spinka,  Itzhak Aizik Weiss, de partea ginerelui său, Horovitz.
În august 1932 rabinul Teitelbaum a vizitat Ierusalimul  pentru a inaugura o cantină pentru nevoiași în amintirea fiicei sale mai mari. După decesul rabinului Yosef Haim Sonnenfeld , o fracțiune din partidul Agudat Israel din Ierusalim a plănuit să-l numească pe rabinul Teitelbaum ca rabin al Comitetului așkenaz al orașului, dar curentul central în acest partid l-a preferat pe rabinul Yosef Tzvi Dushinski, care a și fost ales.
La 19 ianuarie 1936 i-a murit întâia soție, Hava. la 20 august 1937 a luat de soție pe Alte Feiga, fiica rabinului Avigdor din Częstochova, de două ori mai tânără decât el. Nu au avut copii. 
Așa cum descria corespondentul ziarului evreiesc palestinian „Hatzofe”, influența rabinului din Satu Mare s-a întins la evreii hasidim din întreaga regiune. El numea rabini, măcelari rituali (shohtim) și președinți de sinagogi (gabayim).   

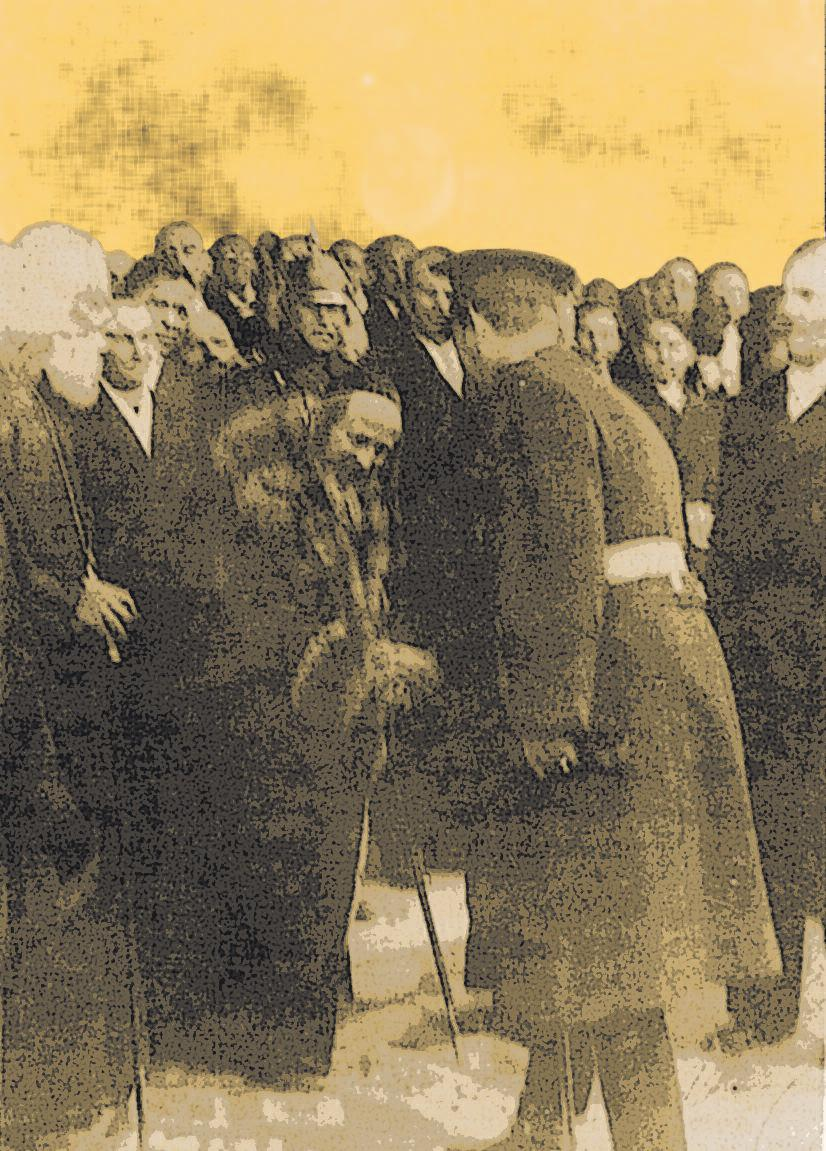
Rabinul din Satu Mare închinându-se în anul 1936 în fața regelui României, Carol al II-lea, aflat în drum spre Cehoslovacia

### Al doilea război mondial
În urma Dictatului de la Viena în anul 1940 Maramureșul și nordul Transilvaniei au revenit sub administrație maghiară. În primii ani ai celui de-al doilea război mondial mii de refugiați evrei au ajuns în Ungaria din țările vecine căzute sub ocupația Germaniei naziste. Admorul din Satu Mare a participat activ la eforturile de a-i ajuta. Între altele, a găzduit refugiați în ieșiva sa și i-a cooptat în comunitate. A pus la dispoziția lor și oameni care să-i înzestreze cu documente false pentru a se salva de deportare.   
Din cauza principiilor sale antisioniste, el a interzis, în schimb, emigrarea în Palestina, ceea ce a micșorat și mai mult posibilitățile adepților săi de a se salva. Aceasta, în vreme ce în trecut, în anii 1930, când a vrut sa devină conducătorul Obștii haredite din Ierusalim  și al mișcării Agudat Israel, tocmai a sprijinit și binecuvântat emigrarea de evrei ultraortodocși în Palestina.  
În martie 1944, trupele germane „aliate” au invadat Ungaria. Noul guvern pronazist extremist Döme Sztójay a început de îndată, în cooperare cu organizatorii naziști ai genocidului, pregătirile pentru deportarea evreilor din Ungaria și Transilvania în lagărele de exterminare naziste din Polonia. La 3 mai 1944 au înființat un ghetou pentru evrei și la Satu Mare. Hasidimii l-au ascuns pe rabin într-un bunker. În aceeași zi, un ofițer maghiar l-a transferat, în schimbul unei sume de bani, pe rabinul Yoel și pe câțiva apropiați, între care admorul din Bixad, Eliezer Fisch, cu o ambulanță, la Cluj, cu scopul de a-i trece peste graniță, în România. Când au ieșit noaptea din mașină, au fost arestați de jandarmeria maghiară locală și închiși în Ghetoul din Cluj. Rabinul Fisch și familia sa au fost trimiși după câteva zile la Auschwitz, unde au pierit.  
Baronul Fülöp Freudiger, conducătorul comunității evreiești ortodoxe din Budapesta a ales optzeci de rabini si alți notabili evrei pentru a fi salvați de la deportare, cu trenul organizat de liderul sionist Rezső Kasztner, cu știrea responsabililor naziști. Freudiger a plătit naziștilor sumele necesare pentru includerea acestor persoane pe lista celor ce urmau să plece cu trenul în Elveția, una din ele fiind Rabinul din Satu Mare. În iunie 1944 Teitelbaum, soția și însoțitorii lor au ajuns la ghetoul din Budapesta cu un tren special, împreună cu ceilalți evrei din Cluj cărora li se rezervaseră locuri în „trenul Kasztner”. Trenul a pornit la 20 iunie, dar a fost oprit la Bergen-Belsen la data de 9 iulie. Pasagerii au fost reținuți într-un sector aparte al lagărului de concentrare Bergen-Belsen, vreme de mai multe luni, timp în care Kasztner a negociat cu naziștii eliberarea lor. În acest răstimp li s-a asigurat mâncare și condiții de trai acceptabile. Însoțitorii rabinului Yoel au adus cu ei rezerve de alimente cașer, iar soția lui s-a ocupat cu gătitul. Când li s-a ordonat celor din grup să-și radă bărbile pentru a fi feriți de șicane din partea paznicilor, rabinul și-a ascuns fața și barba cu un batic, ca și cum ar suferi de dureri de dinți.
Soții Sternbuch din Montreux, delegați ai Comitetului de salvare al Asociației rabinilor din Statele Unite, și-au propus cu orice preț salvarea rabinului din Satu Mare. În august 1944 au fost puși în libertate 318 din pasagerii trenului Kasztner. Restul, între care și Teitelbaum, au fost eliberați la 4 decembrie 1944, iar în noaptea de 7 spre 8 decembrie (22 kislev după calendarul evreiesc), trenul în care s-a aflat a ajuns lângă Kreuzlingen, în Elveția. Ziua de 22 kislev - „Ziua salvării” -a devenit ulterior zi de sărbătoare pentru hasidimii Satmar.
Rabinul Teitelbaum a fost criticat mai tărziu pentru faptul că a acceptat să fie salvat de sionistul Kasztner și că și-a părăsit turma pe care a păstorit-o și care a pierit aproape în întregime la Auschwitz.
Istoricul Esther Frabstein din Ierusalim, originară din comunitatea ultraortodoxă, susține că acuzația aceasta face abstracție de faptul că toate curentele din iudaismul maghiar au luat parte la stabilirea listei pasagerilor trenului Kasztner.
Încă înainte de a ajunge în Elveția, George Mandel-Mantello, prim-secretarul de origine evreiască al consulatului Salvadorului la Geneva, a închiriat o vilă destinată rabinului. De asemenea a procurat o viză de intrare în Elveția și o scutire de carantină la graniță.

### Statele Unite

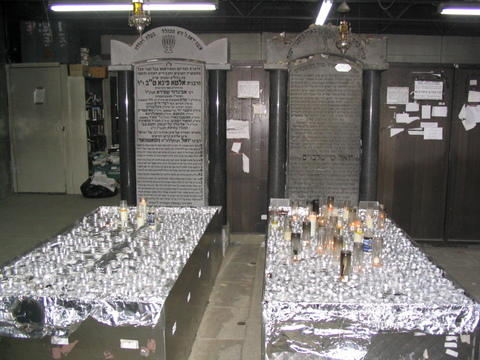
Mormintele rabinului din Satmar, Yoel Teitelbaum și al soției sale Alta Feiga la cimitirul din Kiryas Yoel

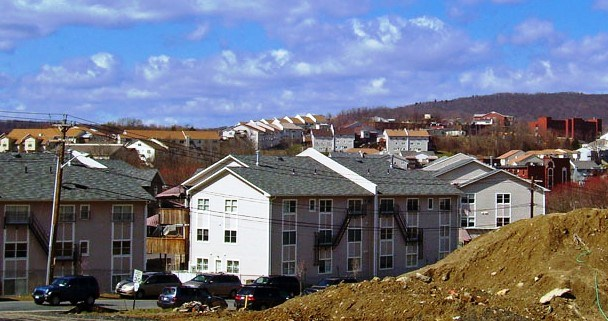
Imagine din orășelul Kiryas Joel, New York, al hasidimilor Satmar

La mijlocul lui august 1945, în portul Taranto, împreună cu cele câteva sute de evrei salvați cu trenul Kasztner, rabinul Teitelbaum a plecat cu vaporul „Ville d'Oran” spre Palestina. Ei au ajuns la Haifa la 2 septembrie .După un an, el a plecat pentru o campanie de colectare de fonduri în Statele Unite. A ajuns in portul New York de anul nou evreiesc la 26/27 septembrie 1946. S-a lăsat convins de rabini locali să rămână în America. Împreună cu 70 din adepții săi s-a stabilit în cartierul Williamsburg din Brooklyn, unde și-a reîntemeiat curtea rabinică, punând apoi, în zilele de Paște ale anului 1948, bazele unei comunități numite Congregation Yetev Lev D'Satmar (Kehal Yetev Lev D'Satmar), recunoscută ca Asociație religioasă fără scop lucrativ. După patru ani a obținut de la autoritățile judiciare americane recunoașterea oficială a statutului său ca autoritate supremă în această comunitate.
În anul 1951, deși locuia în străinătate, Teitelbaum a fost ales în postul simbolic de președinte al Comunității haredite (Haedá Haharedit), ultraortodoxe radicale, din Ierusalim. Potrivit unei ințelegeri, urma ca odată la trei ani să viziteze Țara Israelului (Palestina), unde din anul 1948 a luat ființă, împotriva voinței sale, statul evreiesc Israel. În realitate, el a mai vizitat Israelul numai de patru ori: în 1952, 1955, 1959 și 1965. 
A plecat acolo cu vaporul și de la Haifa la Ierusalim cu trenul, iar vizitele sale s-au însoțit de eficiente campanii de relații publice, inclusiv interviuri în presa generală și reportaje asupra evenimentului în jurnalele de actualităti.  Mii de persoane, mai ales elevi din comunitățile ultraortodoxe au fost mobilizați pe traseu. Convoiul a fost păzit de  poliția israeliană, inclusiv de poliția călare. Primirea triumfală de care s-a bucurat de fiecare dată în Israel a contribuit și ea la prestigiul său în America. 
În 1953, după decesul rabinului Zelig Reuven Benghis, Teitelbaum a devenit președintele tribunalului rabinic al comuniății haredite din Ierusalim. De facto, tribunalul acesta a fost condus de alți rabini. În 1955 rabinul Teitelbaum a înființat Hitahdut harabanim - Asociația rabinilor (ultraortodocși) din Statele Unite și Canada, pe care a și condus-o.
Într-un ajun de sâmbătă la 23 februarie 1968 (Pericopa Shkalim) admorul a suferit un accident vascular cerebral care l-a lasat cu o paralizie parțială și i-a șubrezit capacitatea de lucru. Și-a rărit aparițiile în public, iar soția sa, Alta Feiga, a devenit conducătoarea din culise a sectei, avându-l ca mână dreaptă pe gabayul (președintele de sinagogă) Efraim Yosef Dov Ashkenazi. Alături de aceștia, în fruntea hasidismului Satmar au mai stat gabayul Azriel Glick și rabinul Nathan Yosef  Meisels, care l-a înlocuit pe admor la conducerea ieșivei și a fost numit principalul său purtător de cuvânt. Rabineasa și acești trei conducători au dirijat destinele comunității Satmar până la moartea rabinului Yoel.
Rabinul Teitelbaum a avut daruri de predicator și conducător cu simțuri politice ascuțite, care au făcut ca mica sa comunitate a hasidimilor Satmar să se extindă ca număr pe parcursul anilor, devenind în numai zece ani cea mai mare curte hasidică din New York, după cea a hasidismului Habad (Lubavici).  După mai multe încercări eșuate, în 1974 ea și-a găsit o nouă vatră într-o zonă aparte din cartierul Monroe, New York, care s-a numit Kiryat Yoel (în pronunția așkenază Kiryas Yoel). În 1977 a fost recunoscută ca localitate separată. 
Rabinul Yoel a murit la data de 26 al lunii Av, în 19 august 1979, în urma unui infarct miocardic, la Spitalul Mount Sinai din Manhattan. A fost însoțit pe ultimul lui drum spre cimitirul din Kiryas Yoel, de o mulțime de circa o sută de mii de credincioși. După moartea sa, rabinul Eliezer Menachem Schach, conducătorul evreilor ultraortodocși lituanieni din Ierusalim, a scris: «Iată-ne pomenindu-l pe acest bărbat a cărui măreție este de nedescris....un om mare între giganți...ne va lipsi în viitor așa un om mare,...nu avem cine să rostească pentru noi cu așa vehemență Cuvântul adevărat al Domnului».
În locul sau, ca admor al hasidimilor Satmar, a fost ales, după un proces de alegere anevoios, nepotul său de frate, rabinul Moshe Teitelbaum.

## Antisionismul

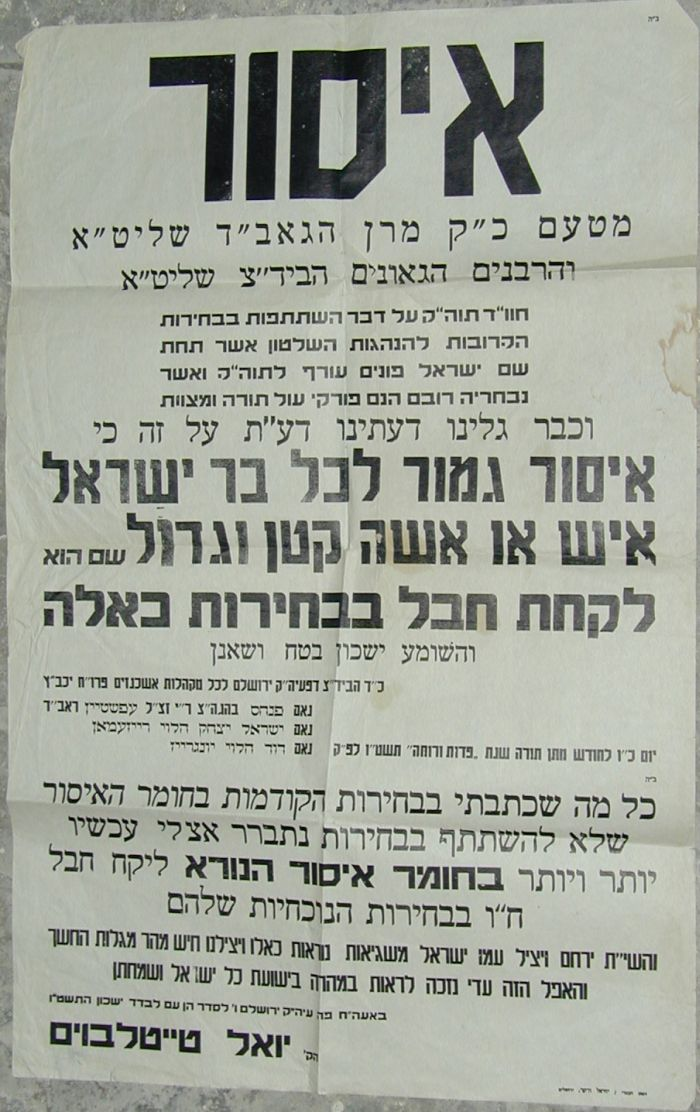
Afiș cu chemarea rabinului din Satmar și a membrilor Curții rabinice a obștii haredite interzicând participarea la alegerile pentru Knesset, parlamentul israelian, în anul 1955

Rabinul Teitelbaum a fost unul din cei mai înverșunați oponenți ai sionismului și ai variantei lui religioase - sionismul religios. A obișnuit să se roage pentru desființarea Statului Israel. El vedea in sioniști factorul care tulbura conviețuirea pașnică a evreilor cu arabii, și mai mult decât atât, vedea în ei izvorul tututor relelor ce li s-au întâmplat poporului evreu în secolul al XX-lea. El susținea ca Holocaustul s-a produs ca o pedeapsă cerească cauzat[ de voința de a întemeia o autoritate statală evreiască în Țara Sfântă. După spusele sale, această voință era o gravă încălcare a celor trei legăminte impuse de Dumnezeu poporului Israel.
A expus motivele împotrivirii sale sionismului și Statului Israel în cartea sa „Vayoel Moshe” care a fost publicată în anul 1959. În ea a susținut și interdicția vorbirii în ebraica modernă, pe care, în opinia sa, au născocit-o niște nelegiuiți, și în general, interdicția vorbirii în ebraică, limba sfântă. După victoria Israelului în Războiul de Șase Zile (iunie 1967) Teitelbaum a scris cartea „Al Hageulá veal hatmurá” (Despre mântuire și despre răsplată) menită să îndepărteze publicul de la solidaritatea cu statul evreiesc.
Totuși, din motive tactice, a consimțit ca adepții săi să participe la alegerile pentru primăria orașului Bnei Brak din Israel, oraș dominat de iudaismul ultrareligios, și care a devenit, între altele, un bastion al hasidismului Satmar. Pentru aceasta și-a atras critici din partea rivalilor săi și mai extremiști, Netorey Karta (Paznicii cetății)
Când după Războiul de Șase Zile, Netorey Karta au cooperat cu arabii, a spus că ei nu sunt Netorey Karta (Paznicii cetății) ci Mahrivey Karta (Distrugătorii cetății) Câțiva ani mai târziu el a exclus din comunitate hasidim care au luat parte la demonstrațiile organizate la New York de oameni ai organizației palestiniene Al Fatah
 De asemenea când Statul Israel s-a aflat în război cu arabii, rabinul a interzis hasidimilor săi se se roage pentru înfrângerea acestuia.
Împotrivirea față de sionism l-a făcut să atace personal pe rabinii care au sprijinit mișcarea sionistă. De pildă, pe rabinul Avraham Itzhak Hacohen Kook:
„un om îngust și dușmănos față de Legea (Tora) noastră cea sfântă și față de principiile credinței, și-a încordat arcul ca un dușman, Avraham Itzhak Kook, el este bărbatul care a întins granița spurcăciunii acesteia, ferească Dumnezeu, care este obștea cea rea care își zice sioniști (n.n.„țioinim”), care sunt în aceste vremuri, piedici în calea Casei lui Israel și distrugători ai Țării Sfinte și ai tuturor țărilor, care spun Stricați-o, stricați-o până la temelii împlinirea Legii noastre sfinte...și în afară de aceasta, a mai adăugat crime peste crime, tipărindu-și cărțile spurcate, văzute și știute, vorbe de erezie și fărădelege, cu atâta sfruntare și obrăznicie, pe Dumnezeu îl hulește... cum nu s-a mai văzut și nu s-a mai auzit, de când este lumea”
(Divrey Yoel, Hoshen Mishpat 131-132)
Dușmănia față de sionism a dus la tensiuni în relațiile sale cu alți rabini și admorim hasidici, precum Yekutiel Yehuda Halberstamm (admorul din Cluj-Klausenburg) și Menachem Mendel Schneerson, rabinul din Lubavici. 
Antropologul Jerome R.Mintz de la Universitatea Indiana îl descrie ca fiind relativ raționalist și promotor al îndoielii și probității; 
„dacă hasidim din alte curți rabinice, văzându-l pe admorul lor mâncând carne de porc vor zice ca era carne de oaie, hasidimii mei vor răcni la mine:Șeigheț!(nelegiuit)”
Tindea să disprețuiască poveștile despre miracole. Ascetismul, donațiile pentru nevoiași și carisma care îl caracterizau au trezit admirația hasidimilor.

## Orientarea sa în domeniul legii religioase evreiești - Halacha
Rabinul Teitelbaum s-a considerat continuatorul drumului rabinului din Țanz, „Divrei Haiym”. Ca și acesta a adoptat o poziție de strictețe severă cu privire la băile rituale - mikvaot. Ea este formulată în responsele sale rabinice Divrey Yoel. De asemenea i-au slujit drept pildă rabinii Hatam Sofer din Bratislava, Maharam Schick, și Hanoda Beihuda. Spre deosebire de Hatam Sofer, a optat pentru trecerea de la tipicul de rugăciune așkenaz la cel sefard, așa cum a făcut Divrei Haiym. Ca continuator al tradiției aripii extremiste a iudaismului ortodox din Ungaria, cristalizată la Sciziunea iudaismului maghiar în 1871, rabinul din Satmar a fost consecvent în a nu permite nicio schimbare în modul de construire și funcționare a sinagogilor și în învățământul evreiesc tradițional, nici  acele schimbări care nu erau în contradicție cu izvoarele acceptate al Halachei - legea iudaică. Poziția sa negativă se baza pe textul midrașic despre cele Trei Legăminte ale fiilor lui Israel. S-a opus folosirii de mașini automate pentru controlarea corectitudinii sulurilor sfinte și ale textelor din ușiori (mezuzot) și tefilin, a unor mașini producătoare de tefilin, utilizării de ascensoare de sâmbătă. Pe urmele sentinței lui Hatam Sofer „Hadash asur min HaTora” (Tora interzice ce este nou). „Dacă vreme de mii de ani sulurile, tefilin și mezuzot au fost sub controlul oamenilor, pentru ce să pretindem ceva nou?”   
Teitelboim s-a aflat în dispute aprige cu rabinul Moshe Feinstein, mai cu seamă în legătură cu permisiunea pe care a acordat-o acesta fertilizării artificiale și construirii paravanelor balcoanelor sectorului femeilor din sinagogă, Ezrat Nashim, în așa fel încât să poate fi văzute.
S-a pronunțat pentru aplicarea strictă a regulilor anului sabatic - shmitá -extinderea interzicerii lucrărilor agricole în acel an și la neevreii din Țara Israelului. În cele din urmă a cedat, în fața sentințelor unor alți rabini și nu a interzis consumarea de către evrei a roadelor recoltate în anul sabatic de pe terenurile neevreilor. În anul sabatic, în mod expres, s-a abținut de a veni în Israel, de a mânca roade de la neevrei și de a bea lapte de la vite care au consumat nutreț produs în an sabatic.
Menachem Keren-Kratz apreciază că rabinul din Satmar a avut o influență considerabilă în viața statului Israel, crescând tendința de izolare și înstrăinare a publicului ultraortodox față de societatea din jur, aceasta după un timp de relativă integrare 

## Scrieri
- Vayoel Moshe (în traducere „Moise începu să explice”), Brooklyn, 1962.